# Bichon havanais
Il bichon havanais è una razza di cane originaria del Mediterraneo occidentale che fa parte della famiglia dei Bichons. Viene riconosciuto nel gruppo 9 (Cani da Compagnia) sezione 1 (Bichons e affini) dalla Fédération Cynologique Internationale (F.C.I).